# Szabó Attila (kenus)
Szabó Attila Ferenc (Eger, 1963. május 3. –) világbajnok magyar kenus, mesteredző.

## Sportolói pályafutása
A Budapesti Honvéd saját nevelésű versenyzője. Nevelőedzője Nagy Imre. Serdülő korában Gyöngyösi János készítette fel a versenyekre. Az ifjúsági kort Ring Rudolffal kezdte és az első nemzetközi eredményt is együtt érték el. Tóth Árpád vezetésével 1984-re, már válogatott szintet ért el. Az első világbajnoki megmérettetésére az 1986-os montreáli vb-n került sor és C-1 500 m-en negyedik lett. Öt éven keresztül volt sportágában, egyes hajóban (C-1 500 m–en) a legjobb magyar kenus versenyző. 1987-ben a duisburgi vb-n harmadik, ugyanebben a számban. Élversenyzői pályafutását Vaskúti István irányítása alatt fejezte be, aki nyolc évig volt edzője.
1989-ben a világbajnokság műsorára frissen felvett versenyszámokban a C-4 1000 m-en (Hoffmann Ervin, Leikep Gusztáv, Takács Gábor) és 500 m-en méteren (Hoffmann Ervin, Zala György, Varga Zsolt) is ezüstérmet szerzett. 1990-ben a poznańi vb-n kétszer második helyezést ért el, ugyanezekben a versenyszámokban, 1000 m-en (Boldizsár Gáspár, Hoffmann Ervin, Leikep Gusztáv), 500 m-en (Hoffmann Ervin, Bohács Zsolt, Leikep Gusztáv). 1991-ben a párizsi vb-n, Pálizs Attilával C-2 500 m-en olimpiai versenyszámban világbajnokok lettek, C-2 1000m-en pedig negyedikek.
1992-ben barcelonai olimpián tartalék, 1993-ban koppenhágai vb-n C-4 5000 m-en világbajnok (Boldizsár Gáspár, Novák Ferenc, Hoffmann Ervin). Az 1994-es mexikói vb-n megvédik a világbajnoki címüket, C-4 500 m-en (Boldizsár Gáspár, Novák Ferenc, Hoffmann Ervin). Ezen a vb-n szerepelt először a világbajnoki programban 200 m-es sprintszám. C-4 200 m-en ezüstérmet szerzett (Horváth Csaba, Kolonics György, Hoffmann Ervin) az 1995-ös duisburgi vb-n a C-4 500 és 200 m-en győzött és ezzel koronázta meg pályafutását (Horváth Csaba, Kolonics György, Hoffmann Ervin).
1996-ban fejezte be pályafutását, magyar bajnoki címmel, C-2 500 m-en Pulai Imrével.

## Edzői eredmények
Versenyzői pályafutása befejezése után az edzői hivatást választotta, anya egyesületében a Budapest Honvédban. Versenyzői múltja és edzői elhivatottsága hamar meghozta eredményét. 1997-ben a kanadai vb-n Hoffman Ervin C-4, 200 m-en második, C-2, 200 m-en Buzál Miklós ötödik lett. 1998-ban a szegedi vb-n Buzál Miklós-Vég Attila második helyezést ért el. 1999-ben a milánói vb-n C-2 500 m-en Pulai Imre és Novák Ferenc ezüstérmet nyertek. 2000-ben a sydney-i olimpián, Pulai Imre és Novák Ferenc olimpiai bajnok címet szerzett C-2 500 m-en. 2002-ben a szegedi kajak-kenu Eb-n C-4 1000 m-en Novák Ferenc nyerte, C-2 200 m-en Buzál Miklós - Végh Attila még a régi típusú fahajóban nyertek Eb-t. 2003-ban az amerikai vb-n, Pulai Imre, Novák Ferenc, Jóob Márton, Hüttner Csaba világbajnoki aranyérmet nyert, C-4 1000 méteren. C-4 500 m-en Pulai Imre, Novák Ferenc, Fürdők Gábor, Hüttner Csaba világbajnoki aranyérmet nyert.
2004-ben újabb tehetséges kenust fedezett fel Vajda Attila személyében, aki az athéni olimpián harmadik helyet szerzett. 2005-ben a zágrábi vb-n Kozmann György-Kolonics György C-2 1000 m-en harmadik lett, C-2 500 m-en ezüstérmet szerzett. 2006-ban a szegedi vb-n Kozmann György-Kolonics György C-2 1000 m-en világbajnok, 500 m-en harmadik. 2007-ben a duisburgi vb-n C-2 500 m-en Kozmann György-Kolonics György világbajnok. 2008-ban a milánói Eb-n Sáfrán Mátyás-Sáfrán Mihály C-2 1000 m-en szereztek sportágunknak olimpiai kvótát, Foltán László C-1 200 m-en bronzérmet nyert. 2009-ben a kanadai vb-n C-4 200 m-en Foltán László-Németh Gergely-Horváth Gábor-Bozsik Gábor
harmadikok, Foltán László váltóban második. Széles Gábor-Varga Dávid C-2 500 m-en 6.-kok. 2010-ben a poznani vb-n Tóth Márton-Mike Róbert C-2 1000 m-en bronzérmet nyertek, C-4 1000 m-en Sarudi Pál, Nagy Péter, Széles Gábor, Varga Dávid 5.-kek lettek. 2011-ben C-4 1000 m-en a belgrádi Eb-n Sáfrán Mátyás-Sáfrán Mihály-Tóth Márton-Mike Róbert aranyérmet szereztek, C-2 500 m-en Vasbányai Henrik-Németh Szabolcs 8.-kok. A zágrábi U23-as Eb-n C-1 1000 m-en Varga Dávid bronzérmes, C-2 1000 m-en Vasbányai Henrikkel ezüstérmet ért teljesítményük.
A szegedi vb-n C-4 1000 m-en Sáfrán Mátyás-Sáfrán Mihály-Vasbányai Henrik-Németh Szabolcs bronzérmet nyertek, Varga Dávid C-1 5000 m-en 9. 2012-ben a zágrábi Eb-n C-4 1000 m-en Tóth Márton-Mike Róbert-Vasbányai Henrik-Németh Szabolcs összetételű kenu csapat bronzérmet
nyertek. Varga Dávid C-1 1000 m 8., Mike Róbert C-1 500 m-en szintén nyolcadik helyet szerzett. U23 Eb-n Vasbányai Henrik-Devecseri Ádám 2. C-2 1000 m-en, Vasbányai Henrik-Kovács Máté C-2 500 m-en 7. Sikeresen együttműködött a jó eredmény elérése érdekében a kenus edzőkollégáival: Solymár Lászlóval, Oláh Tamással, Fábiánné Rozsnyói Katalinnal, Ludasi Róberttel és Varga Zsolttal. A kajak-kenu sportágban ez a felkészülési forma nem általános, az edzői alkalmazkodás legmagasabb foka. Az eredmények igazolják a felkészülési forma hatékonyságát.

## Magánélete
Szülei, Rausz Jolán és Szabó Kálmán Besenyőtelken születtek. A család 1966-ban költözött Budapestre. 1981-ben érettségit itt tett, a hajózási szakközépiskolában. Tanulmányait versenyzői és edzői pályafutásával párhuzamosan, Magyar Testnevelési Egyetemen szakedzői szakán, majd 2003-ban sportmenedzseri szakon folytatta. 2008-ban, PTE – testnevelő-tanári szakán diplomázott, majd felvételt nyert az SZTE BTK Neveléstudományi doktori iskolájába.
1986-ban nősült. Felesége Geletey Kinga, három gyermekük született, Szabó Bendegúz, Szabó Bonifác, Szabó Stefánia.

## Egyéb tevékenységek
- Besenyőtelki Földtulajdonosok Vadásztársaság tag,
- Hegyvidék Egyesület tag.
- Kenu Akadémia megalapítása: Szabó Attila Kenu Akadémia

## Sportpályafutásának kiemelkedő eredményei
- Olimpia:
  - 1988. Szöul, 4. hely
- Világbajnokságok:
  - 1991 - Párizs, 1. hely
  - 1993 - Koppenhága, 1. hely
  - 1994 - Mexikó, 1. hely
  - 1995 - Duisburg 2 1. hely
  - Magyar Bajnokságok: 16 magyar bajnoki cím

## Versenyzőinek neve és eredmények
- Olimpián részt vevő versenyzők:
  - 2000. Sydney: Pulai Imre – Novák Ferenc 1. hely, Hüttner Csaba tartalék
  - 2004. Athén: Vajda Attila 3. hely
  - 2008. Peking: Sáfrán Mihály helyezetlen
- Világbajnokságon és Európa-bajnokságon részt vevő versenyzők:
  - Pulai Imre, Novák Ferenc, Hoffmann Ervin, Buzál Miklós, Végh Attila, Kozmann György, Sáfrán Mihály, Csabai Edvin, Vasali László, Hüttner Csaba, Lakatos Zsolt, Foltán László, Varga Dávid, Mike Róbert, Nagy Péter, Németh Szabolcs,
- Maraton Világ és Európa Bajnokságon részt vevő versenyzők
  - Pihelevics Csaba, Kolozsvári Gábor, Gilányi Zsolt, Csabai Ervin, Györe Attila, Hüttner Csaba, Sáfrán Mihály, Szabó Bonifác,

## Díjai elismerései
- Magyar Köztársaság Tiszti Keresztje (2000)
- Halhatatlan tag, Budapest Honvéd Sport Egyesület (2000)
- Magyar Kajak–Kenu Sport Örökös Bajnoka (2001)
- Mesteredzői cím (2001)

## Publikációi
- 2007. Szabó A., Fizikai képesség és személyiségfejlesztés a kajak-kenu sportágban. Szeged, Sporttudományi Konferencia.
- 2010. Szabó A., Székesfehérvár, Neveléstudományi Egyesület, Konferencia, Beválás: az önismeret, a kockázatvállalás, az együttműködés áramlatának tükrében.
- 2011. Szabó A., Sport és flow, Győr, Népegészségügyi Tudományos Társaság XIX.
- 2011. Szabó A., Egy másik lehetséges út az olimpiai éremig, Pécs, MSTT Konferencia.
- 2004. Szabó A., A magyar kenus iskola tehetségei. Pontevedra, Nemzetközi Szakmai Konferencia,
- 2010. Szabó A., Canoe sport and positive psychology, Szombathely, Sporttudományi Konferencia.
- 2010. Szabó A., Sport and positive psychology, Social Sciences Today between theory and practice, Timişoara, Romania 3rd Symposium.
- 2011. Szabó A., Flow in the sport, Szombathely, Sporttudományi Konferencia.
- 2011. Szabó A., Sport and positive psychology Social Sciences Today between theory and practice, Timişoara, Romania 3rd Symposium,
- 2012. Szabó A., Another way to Rio, Szeged, Pedagógiai Értékelés és Mérés Konferencia.
- 2012. Szabó A., Van másik út Londonba, Szeged, MSTT Konferencia.
- 2007. Szabó A; Magyar Edző 2007/4. sz. Kenus utánpótlás nevelés időszerű kérdései, 38. o.
- 2011. Szabó A; ACTA ACADEMIAE AGRIENSIS Nova Series Tom. XXXVII. Eger, Flow a kajak-kenu sportban, 109-113. o.
- 2011. Szabó A., Cambridge, British Library Cataloguing in Publication Data, 2011. Canoe sport and positive psychology, Széchenyi Library Cataloguing in Publication Data, 2011. 294-301.
- 2011. Szabó A., Positive psychological effect on sporting performance. Cambridge Scholars Publishing, British Library Cataloguing in Publication Data, 2011. 2.

### Kötetei
- Minden a kenuzásról; Noran Libro, Bp., 2015 + DVD